# Jean-Claude Darcheville
Jean-Claude Ducan Darcheville (ur. 25 lipca 1975 w Sinnamary) – francuski piłkarz grający na pozycji napastnika.

## Życiorys
Darcheville urodził się w miejscowości Sinnamary leżącej w Gujanie Francuskiej. W młodym wieku wyemigrował w rodzicami do Francji i tam też rozpoczął piłkarską karierę w Stade Rennais. 19 lipca 1995 zadebiutował w jego barwach w Division 1, w przegranym 1:3 meczu z AS Monaco. W pierwszych dwóch sezonach spędzonych w Rennes był rezerwowym. W pierwszym składzie zaczął grać w sezonie 1997/1998 i zdobył wówczas 3 gole w lidze.
Latem 1998 Darcheville trafił na wypożyczenie do angielskiego Nottingham Forest W Premier League strzelił 2 gole w 16 meczach, ale mała liczba gier w sezonie spowodowana była śmiercią żony i dzieci w wypadku samochodowym, przez co kariera zawodnika stała pod znakiem zapytania. W Forest Jean-Claude spędził jeden sezon i powrócił do Francji.
W 1999 roku Darcheville podpisał kontrakt z FC Lorient. W tym zespole osiągnął wysoką skuteczność i w Division 2 uzyskał 14 bramek. W sezonie 2000/2001 11-krotnie trafiał do siatki rywali i przyczynił się do awansu klubu do Ligue 1. W rozgrywkach pierwszej ligi kontynuował formę strzelecką i strzelił 19 bramek, ale jego klub spadł ligi. Zdobył jednak Puchar Francji, a decydującego gola w finale z Bastią zdobył Darcheville.
Po spadku Lorient do Ligue 2 Darcheville przeszedł do Girondins Bordeaux. W jego barwach swój pierwszy mecz rozegrał 9 sierpnia 2002, a Bordeaux zremisowało 0:0 z Paris Saint-Germain. W pierwszym sezonie spędzonym w drużynie „Żyrondystów” strzelił 11 goli i był drugim najlepszym strzelcem zespołu po Paulecie, a w lidze jego klub zajął 4. pozycję. W sezonie 2003/2004 zadebiutował w Pucharze UEFA, ale ze względu na kontuzję, rozegrał połowę meczów. W kolejnym sezonie skutecznie obronił się z Girondins przed spadkiem zdobywając 4 gole, ale w sezonie 2005/2006 wywalczył wicemistrzostwo Francji. Na jesień 2006 wystąpił w rozgrywkach grupowych Ligi Mistrzów, a w lecie zajął 6. miejsce w lidze.
W maju 2007 Darcheville podpisał wstępną umowę z zespołem Rangers, a w lipcu dołączył do drużyny. Grał tam przez półtora sezonu, po czym, w styczniu 2009 podpisał kontrakt z francuskim Valenciennes FC. Po zakończeniu sezonu 2009 przeszedł do FC Nantes. Następnie grał w greckiej Kavali, gdzie w 2011 roku zakończył karierę.
| Sezon   | Klub               | Kraj    | Rozgrywki                         | Mecze | Bramki |
| ------- | ------------------ | ------- | --------------------------------- | ----- | ------ |
| 1995/96 | Stade Rennais      | Francja | Division 1                        | 9     | 1      |
| 1996/97 | Stade Rennais      | Francja | Division 1                        | 9     | 1      |
| 1997/98 | Stade Rennais      | Francja | Division 1                        | 24    | 3      |
| 1998/99 | Nottingham Forest  | Anglia  | Premier League                    | 16    | 2      |
| 1999/00 | FC Lorient         | Francja | Division 2                        | 35    | 14     |
| 2000/01 | FC Lorient         | Francja | Division 2                        | 35    | 11     |
| 2001/02 | FC Lorient         | Francja | Division 1                        | 32    | 19     |
| 2002/03 | Girondins Bordeaux | Francja | Ligue 1                           | 35    | 11     |
| 2003/04 | Girondins Bordeaux | Francja | Ligue 1                           | 18    | 7      |
| 2004/05 | Girondins Bordeaux | Francja | Ligue 1                           | 21    | 4      |
| 2005/06 | Girondins Bordeaux | Francja | Ligue 1                           | 34    | 8      |
| 2006/07 | Girondins Bordeaux | Francja | Ligue 1                           | 23    | 7      |
| 2007/08 | Rangers            | Szkocja | Scottish Premier League           | 31    | 12     |
| 2008/09 | Rangers            | Szkocja | Scottish Premier League           | 8     | 1      |
| 2008/09 | Valenciennes FC    | Francja | Ligue 1                           | 10    | 4      |
| 2009/10 | FC Nantes          | Francja | Ligue 2                           | 27    | 6      |
| 2010/11 | Kavala             | Grecja  | Superleague Ellada                | 9     | 2      |
|         |                    |         | Łącznie w Ligue 1                 | 216   | 65     |
|         |                    |         | Łącznie w Premier League          | 16    | 2      |
|         |                    |         | Łącznie w Scottish Premier League | 38    | 13     |